# Торон (замок)
Торон (современный Тибнин) — замок на юге Ливана, был одним из главных замков крестоносцев, построенный в горах, рядом с дорогой из Тира в Дамаск.

## История
Был центром сеньории Торон в Иерусалимском королевстве, вассальной сеньории Бейрут.
Замок Торон был построен Гуго де Сент-Омером, вторым князем Галилеи для помощи в захвате Тира. После его смерти была создана независимая сеньория, которая в 1107 году была отдана Онфруа I де Торону.
После Онфруа I де Торона замком и сеньорией владели его потомки: Онфруа II, Онфруа III и Онфруа IV. Сеньория Баниас, которую Балдуин II получил от ассасинов в 1128 году, была присоединена к Торону в 1148 году, когда Онфруа II женился на дочери Ренье Брюса, сеньора Баниаса и Ассебебе. В 1157 году он продал часть сеньорий Баниас и Шатонёф госпитальерам. Сеньории Баниас и Торон были объединены и просуществовали в таком виде вплоть до 1164 года, когда атабек Нур ад-Дин Махмуд захватил Баниас. Когда сеньория была освобождена, она стала частью владений Жослена III де Куртене.
Онфруа III и Онфруа IV были также сеньорами Трансиордании. Торон принадлежал крестоносцам до 1187 года, когда Саладин после битвы при Хаттине захватил и уничтожил его. Десять лет спустя, в ноябре 1197 года, Торон был осажден немецкими крестоносцами и должен был пасть; однако гарнизон крепости был предупреждён местными баронами, что немцам нельзя доверять и после сдачи города они устроят резню. Это придало сил осаждённым, и они оборонялись вплоть до прибытия подкреплений.
В 1219 году замок был разрушен султаном Аль-Муаззамом вместе с замками Сафет и Баниас. Это было сделано на случай, если крестоносцы захотят обменять их на захваченную ими крепость Дамиетта в дельте Нила. Аль-Муаззам не готовился к обороне, так как была возможность избежать нападения.
Хотя обмен не состоялся, осторожность султана была оправдана. В 1229 году, через два года после его смерти, Фридрих II вернул Торон по договору с султаном Аль-Камилем. В этом же году замок был передан в руки Тевтонского ордена и началось его восстановление. Торон оставался в руках крестоносцев до 1266 года, когда Бейбарс практически без боя взял город.
Сеньоры Торона были очень влиятельными в королевстве; Онфруа II был коннетаблем. Онфруа IV был женат на Изабелле, дочери Амори I (после женитьбы Торон вошёл в королевский домен, но после развода титул был возвращен Онфруа). Сеньория была одной из немногих, в которых титул передавался строго по мужской линии в течение нескольких поколений. Сеньоры Торона притязали на сеньорию Трансиордания через жену Онфруа III, мать Онфруа IV. Торон был захвачен Саладином в 1187 году, а в 1191 году по его приказу разрушен. Оставшаяся часть земель вошла в королевский домен, позже ей владели князья Антиохии и представители династии Монфор.

## Сеньоры Торона
- Гуго де Сент-Омер (1105—1107)
- Онфруа I де Торон (1107—1136)
- Онфруа II де Торон (1136—1179)
  - (Онфруа III де Торон скончался раньше своего отца)
- Онфруа IV де Торон (1179—1183)
- королевский домен (1183—1190)
- Онфруа IV (восстановлен) (1190 — c. 1192)
  - завоёван мусульманами, титул не использовался до 1220-х годов
- Мария Антиохийская (с Филиппом Монфором) (1229—1266), правнучка Изабеллы, дочери Онфруа III. Мария и Филипп вернули Торон не раньше 1229 года, окончательно был утерян в 1266 году.
- Жан де Монфор (1270—1283), сеньор Тира
- Онфруа де Монфор (1283—1284), сеньор Бейрута, сеньор Тира
- Рубен де Монфор (1284—1313), сеньор Бейрута
- Онфруа де Монфор (умер в 1326), коннетабль Кипра, титулярный сеньор Бейрута
- Эшива де Монфор (умерла до 1350), дочь Онфруа, жена Петра I, титулярная сеньора Бейрута

Торон имел двух вассалов — сеньории Шатонёф и Торон Ахмуд. Шатонёф был построен Гуго де Сент-Омером около 1105 года, но позже отдан госпитальерам, пока не был захвачен в 1167 году атабеком Нур ад-Дином. Торон Ахмуд принадлежал сеньорам Бейрута, пока в 1261 году Жан II Ибелин не продал его тевтонским рыцарям.